# قتال الشوارع (فلم 1994)
قتال الشوارع  (بالإنجليزية: Street Fighter) هو فيلم حركة تم إنتاجه في الولايات المتحدة وصدر في سنة 1994.

## بطولة
- جين كلود فان دام
- كايلي مينوغ

## الميزانية والإيرادات
بلغت تكلفة إنتاج الفيلم حوالي 35 مليون دولار بينما حقق أرباحا تقدر بـ 99,423,521 دولار.

## وصلات خارجية
- مقالات تستعمل روابط فنية بلا صلة مع ويكي بيانات